# 1979 v športu
1979 v športu. 

## Avto - moto šport
- Formula 1: Jody Scheckter, JAR, Ferrari, je slavil s tremi zmagami in 51 točkami, konstruktorski naslov je šel prav tako v roke moštva Ferrari z osvojenimi 113 točkami
- 500 milj Indianapolisa: slavil je Rick Mears, ZDA, z bolidom Penske/Cosworth, za moštvo Penske Racing[1]

## Kolesarstvo
- Tour de France 1979: Bernard Hinault, Francija
- Giro d'Italia: Giuseppe Saronni, Italija

## Košarka
- Pokal evropskih prvakov: KK Bosna Sarajevo
- NBA: Seattle SuperSonics slavijo s 4 proti 1 v zmagah nad Washington Bullets, MVP finala je Dennis Johnson[2]
- EP 1979: 1. Sovjetska zveza, 2. Izrael, 3. Jugoslavija[3]

## Nogomet
- Pokal državnih prvakov: Nottingham Forest je premagal s 1-0 Malmo[4]

## Smučanje
- Alpsko smučanje: 
  - Svetovni pokal v alpskem smučanju, 1979
    - Moški: Peter Lüscher, Švica[5]
    - Ženske: Annemarie Moser-Pröll, Avstrija[6]

## Tenis
- Turnirji Grand Slam za moške:
  - 1. Odprto prvenstvo Avstralije: Guillermo Vilas, Argentina[7]
  - 2. Odprto prvenstvo Francije: Björn Borg, Švedska
  - 3. Odprto prvenstvo Anglije - Wimbledon: Björn Borg, Švedska[8]
  - 4. Odprto prvenstvo ZDA: John McEnroe, ZDA
- Turnirji Grand Slam za ženske:
  - 1. Odprto prvenstvo Avstralije: Barbara Jordan, ZDA[9]
  - 2. Odprto prvenstvo Francije: Chris Evert, ZDA
  - 3. Odprto prvenstvo Anglije - Wimbledon: Martina Navratilova, ZDA[10]
  - 4. Odprto prvenstvo ZDA: Tracy Austin, ZDA
- Davisov pokal: ZDA slavi s 5-0 nad Italijo[11]

## Hokej na ledu
- NHL - Stanleyjev pokal: Montreal Canadiens slavijo s 4 proti 1 v zmagah nad New York Rangers
- SP 1979: 1. Sovjetska zveza, 2. Češkoslovaška, 3. Švedska[12]

## Rojstva
- 6. januar: Aleš Pajovič, slovenski rokometaš
- 9. januar: Peter Žonta, slovenski smučarski skakalec
- 15. januar: Michael Neumayer, nemški smučarski skakalec
- 31. januar: Bartosz Jurecki, poljski rokometaš
- 1. februar: Aino Kaisa Saarinen, finska smučarska tekačica
- 7. februar: Daniel Bierofka, nemški nogometaš
- 9. februar: Luka Špik, slovenski veslač
- 15. februar: Alenka Kejžar, slovenska plavalka
- 16. februar: Valentino Rossi, italijanski motociklistični dirkač
- 19. februar: Sarah Kathryn Schleper-de Gaxiola, ameriško-mehiška alpska smučarka
- 24. februar: Sébastien Bosquet, francoski rokometaš
- 28. februar: Primož Peterka, slovenski smučarski skakalec
- 28. februar: Sébastien Bourdais, francoski dirkač
- 11. marec: Sonja Roman, slovenska atletinja
- 14. marec: Carina Stecher-Raich, avstrijska alpska smučarka
- 31. marec: Jonna Mendes, ameriška alpska smučarka
- 12. april: Mateja Kežman, srbski nogometaš
- 17. april: Marija Šestak, slovenska atletinja
- 25. april: Tomaž Razingar, slovenski hokejist
- 25. april: Andreas Küttel, švicarski smučarski skakalec
- 25. april: Aleksandar Radosavljević, slovenski nogometaš
- 18. maj: Milivoje Novaković, slovenski nogometaš
- 18. maj: Mariusz Lewandowski, poljski nogometaš
- 19. maj: Andrea Pirlo, italijanski nogometaš
- 19. maj: Diego Forlán, urugvajski nogometaš
- 24. maj: Tracy McGrady, ameriški košarkar
- 26. junij: Rok Flander, slovenski deskar na snegu
- 3. julij: Dean Podgornik, slovenski kolesar
- 5. julij: Amélie Mauresmo, francoska tenisačica
- 13. julij: Craig Bellamy, valižanski nogometaš
- 21. julij: Mitja Dragšič, slovenski alpski smučar
- 24. julij: Bo Spellerberg, danski rokometaš
- 31. julij: Carlos Marchena, španski nogometaš
- 10. avgust: Caroline Lalive, ameriška alpska smučarka
- 15. avgust: Jasmin Hukić, bosanski košarkar
- 20. avgust: Denis Špoljarić, hrvaški rokometaš
- 7. september: Corinne Imlig, švicarska alpska smučarka
- 11. september: David Pizarro, čilenski nogometaš
- 18. september: Lasse Boesen, danski rokometaš
- 24. september: Stina Hofgård Nilsen, norveška alpska smučarka
- 26. september: Vedran Zrnić, hrvaški rokometaš
- 30. september: Primož Kozmus, slovenski atlet
- 2. oktober: Primož Brezec, slovenski košarkar
- 10. oktober: Raša Sraka, slovenska judoistka
- 12. oktober: Luka Rebolj, slovenski hokejist
- 17. oktober: Kimi Räikkönen, finski dirkač Formule 1
- 17. oktober: Mitja Sotlar, slovenski hokejist
- 23. november: Ivica Kostelić, hrvaški alpski smučar
- 4. december: Andrej Komac, slovenski nogometaš
- 6. december: Sebastjan Gobec, slovenski nogometaš
- 13. december: Matjaž Smodiš, slovenski košarkar
- 14. december: Michael Owen, angleški nogometaš
- 16. december: Daniel Narcisse, francoski rokometaš
- 22. december: Petra Majdič, slovenska smučarska tekačica
- 26. december: Dimitrij Vasiljev, ruski smučarski skakalec
- 30. december: Emil Tahirovič, slovenski plavalec

## Smrti
- 7. januar: Thoralf Hagen, norveški veslač (* 1887)
- 11. februar: Ty Arbour, kanadski hokejist (* 1896)
- 14. marec: Heinz Pollay, nemški jahač (* 1908)
- 30. april: Igor Buldakov, ruski veslač (* 1930)
- 12. maj: Pierre Brunet, francoski veslač (* 1908)
- 11. junij: George Eyston, britanski dirkač (* 1897)
- 22. junij: Louis Chiron, monaški dirkač Formule 1 (* 1899)
- 1. julij: Vsevolod Bobrov, ruski hokejist (* 1922)
- 6. julij: Elizabeth Ryan, ameriška tenisačica (* 1892)
- 18. avgust: Eileen Viviyen Bennett Fearnley-Whittingstall, angleška tenisačica (* 1907)
- 20. oktober: Gerry Lowrey, kanadski profesionalni hokejist (* 1906)
- 21. oktober: Rudolf Kock, švedski hokejist in nogometaš (* 1901)
- 4. november: Jurij Krilov, ruski hokejist (* 1930)